# Helen Reddy
Helen Maxine Reddy (Melbourne, 25 oktober 1941 – Woodland Hills (Los Angeles), 29 september 2020) was een Australische zangeres en actrice.
Ze wordt vaak aangeduid als de "Queen of Pops van de jaren 70". Ze had internationaal succes, vooral in de Verenigde Staten, waar ze met vijftien singles in de Top 40 van de Billboard Hot 100 stond. Zes van die 15 nummers kwamen in de top 10 en drie ervan bereikten een nummer 1-notering: I am Woman in 1972 (22 weken in de Hot 100), Delta Dawn in 1973 (20 weken) en Angie Baby in 1974 (17 weken). Haar versie van I Don't Know How to Love Him (1971) uit de rockopera Jesus Christ Superstar stond ook 22 weken in de Hot 100. Reddy was de eerste artiest die de American Music Award voor Favorite Pop-Rockwoman won. Ook was ze de eerste Australische die een Grammy Award won met haar nummer I Am Woman.
Ook in Nederland was Reddy zeer populair. In 1981 trad ze op in het programma Mies van Mies Bouwman.
Reddy had een eigen tv-programma op een Amerikaans netwerk, dat in meer dan veertig landen werd uitgezonden. In 2002 nam ze afscheid en begon ze een praktijk als klinisch hypnotherapeut.
In 2015 verhuisde Reddy naar Motion Picture & Television Country House and Hospital in Woodland Hills vanwege lichte dementie. Ze overleed daar op 29 september 2020 op 78-jarige leeftijd.

## Feminisme
Reddy werd bekend als 'feministisch icoon'. Haar lied I Am Woman speelde een grote rol in de tweede feministische golf.
- Australian Women's Register: AWE5276b
- Bibsys: 44906
- Biblioteca Nacional de España: XX1084161
- Bibliothèque nationale de France: cb14219461r (data)
- Gemeinsame Normdatei: 134866657
- International Standard Name Identifier: 0000 0000 7365 2115
- Library of Congress Control Number: n85199287
- MusicBrainz: 0f4681f3-1d4d-4463-8a68-eaa60d6d6865
- Nationale bibliotheek van Australië: 40151785
- Nationale Bibliotheek van Israël: 987007416080205171
- Nationale Bibliotheek van Polen: a0000002635244
- Nederlandse Thesaurus van Auteursnamen: 070682992
- SNAC: w6dn5jvt
- Système universitaire de documentation: 261537369
- Trove: 824073
- Virtual International Authority File: 34668947
- WorldCat: E39PBJxRCmXTCXXXqttrvXTGpP